# Kanha nationalpark

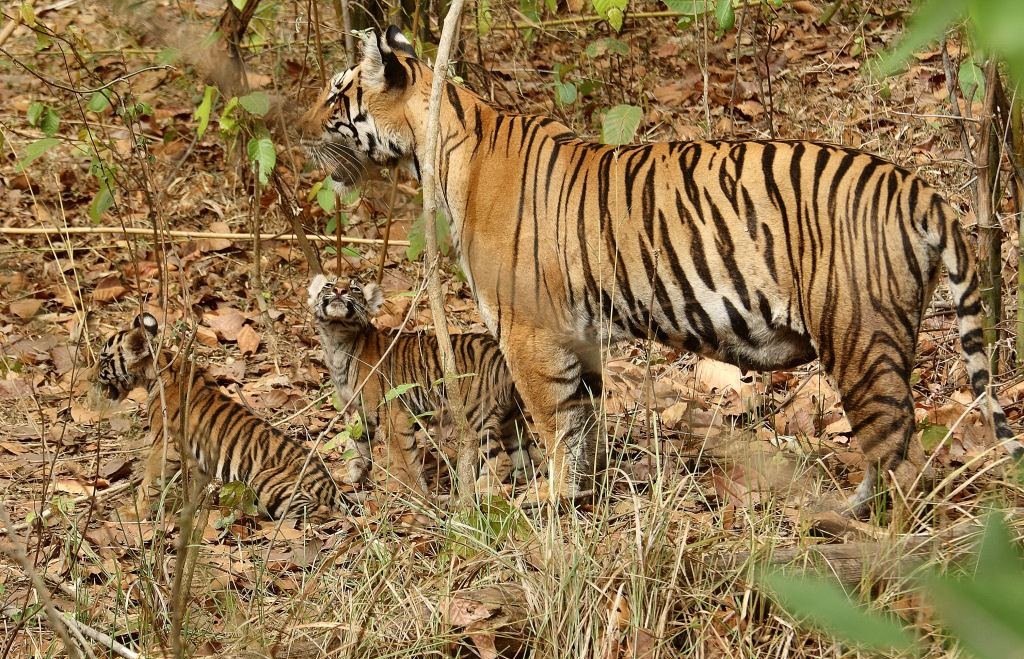
Tigerpopulationen i Kanha nationalpark är jämförelsevis stor

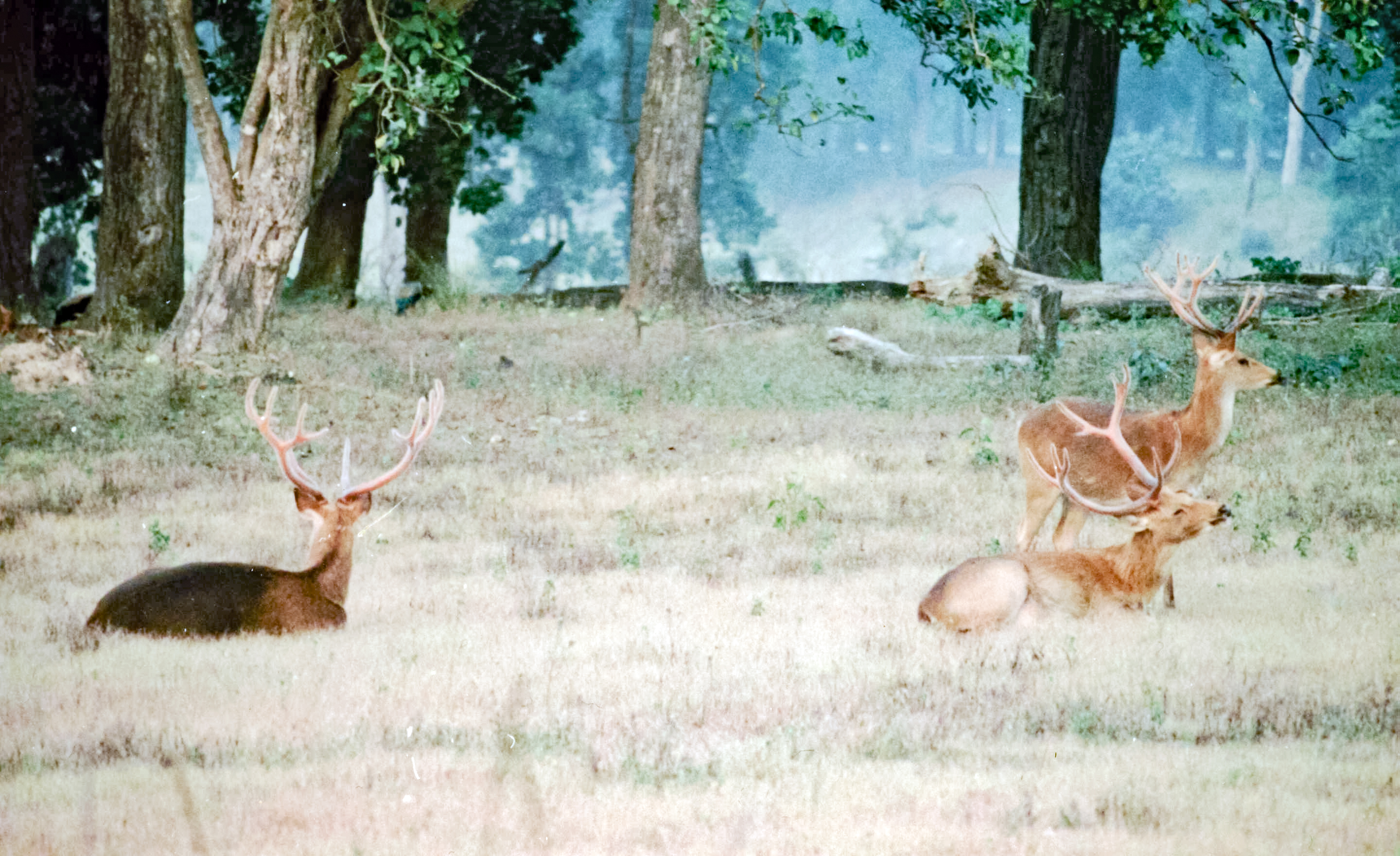
Rucervus duvaucelii branderi - en underart till barasingahjorten finns bara här

Kanha nationalparken ligger cirka 165 km från Jabalpur i delstaten Madhya Pradesh och är en av de mera kända nationalparkerna i Indien. Den inrättades 1955. Nationalparken är 940 km² stor och bildar tillsammans med en 1009 km² stor övergångsregion samt den 110 km² stora skyddszonen Phen ett reservat för tigrar och andra djur.
Nationalparkens ingångar ligger vid byarna Khatia och Mukki. Tillträde är tillåten hela året.
Redan 1865 var området en skyddszon där jordbruk var förbjuden men insamling av ved och skötsel av betesdjur var tillåten. För att jaga regionens vilddjur krävdes tillstånd. 1933 inrättades de första riktiga skyddszoner där bara jakt på vildsvin och vissa fåglar var tillåten. Den 1 juni 1955 fick en 252 km² stor region status som nationalpark. Ytan ökades 1964, 1970 och 1973.
Nationalparken tillhör det centralindiska höglandet som kännetecknas av kedjor med kullar och högplatå. Två större floder flyttar i regionen. Landskapet täcks huvudsakligen av skogar med salträd, andra blandskogar och gräsmark.
I parken lever en större population av tigrar och många besökare kommer hit på grund av den höga chansen att träffa på dessa kattdjur. Tigerns bestånd i parken ökade mellan 1976 och 2001 från 48 till 127 individer. Enligt en statistik från året 2000 lever även 80 leoparder, 396 individer av asiatisk vildhund och 111 läppbjörnar i parken.
Kanha är även känd för en underart av barasingahjort som lever här, Rucervus duvaucelii branderi. Axishjort, sambarhjort och muntjaker har större populationer. Däremot är antalet nilgau (73 individer), fyrhornsantiloper (78) och besoarantiloper (2) mycket lågt.
Den kännetecknande gruppen från ordningen primater är släktet hulmaner (Semnopithecus) som tillhör underfamiljen langurer.